# Luisa Ranieri

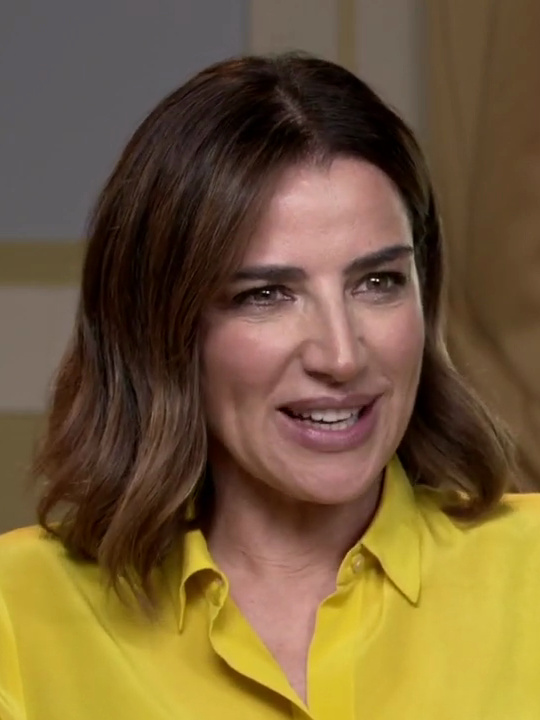
Luisa Ranieri (2021)

Luisa Ranieri (* 16. Dezember 1973 in Neapel) ist eine italienische Filmschauspielerin.

## Beruflicher Werdegang
Luisa Ranieri wurde Anfang der 2000er Jahre als Filmschauspielerin tätig. Sie spielte in einer Reihe von Rai-Fernseh- und Filmproduktionen. So spielte sie die Mutter von Maria Goretti im gleichnamigen Fernsehfilm sowie Maria Callas im Zweiteiler Callas e Onassis. 2010 spielte sie die Sekretärin „Isabella“ in Briefe an Julia. 2016 spielte sie die Hauptrolle der „Luisa Spagnoli“ im gleichnamigen TV-Zweiteiler. 2017 mimte sie die Mutter in The Music of Silence. 2021 spielte sie „Patrizia“ im Drama The Hand of God.
Luisa Ranieri ist seit 2012 verheiratet mit dem Schauspieler Luca Zingaretti; das Ehepaar hat zwei Töchter.

## Filmografie (Auswahl)
- 2001: Il principe e il pirata
- 2003: Maria Goretti
- 2004: Eros
- 2005: Cefalonia
- 2005: Callas e Onassis (TV-Zweiteiler)
- 2006: Basette (Kurzfilm)
- 2007: SMS
- 2008: 'O professore (Fernsehfilm)
- 2008: Amiche mie (Fernsehserie, 6 Folgen)
- 2009: Gli amici del bar Margherita
- 2010: La vita è una cosa meravigliosa
- 2010: L’amore buio
- 2010: Briefe an Julia (Letters to Juliet)
- 2011: Immaturi
- 2011: Le marquis
- 2011: Bienvenue à bord
- 2011: Mozzarella Stories
- 2012: Colpi di fulmine
- 2012: Immaturi – Il viaggio
- 2014: Il giudice meschino (Fernsehfilm)
- 2014: Fasten Your Seatbelts (Allacciate le cinture)
- 2014: Maldamore
- 2014: Una buona stagione (Fernsehserie, 6 Folgen)
- 2016: Forever Young
- 2016: My Italy
- 2016: Luisa Spagnoli (TV-Zweiteiler)
- 2017: Veleno
- 2017: The Music of Silence (La musica del silenzio)
- 2017: Das Geheimnis von Neapel (Napoli velata)
- 2018–2020: La vita promessa (Fernsehserie, 7 Folgen)
- 2019: Vita segreta di Maria Capasso
- 2021: The Hand of God (È stata la mano di Dio)
- 2021: 7 donne e un mistero
- seit 2021: Le indagini di Lolita Lobosco (Fernsehserie)
- 2023: Nuovo Olimpo
- 2024: Parthenope
- 2024: Modi
- 2024: Diamanti